# Роксана
 Тази статия е за първата съпруга на Александър Македонски.  За българската певица вижте Роксана (певица).  
Роксана (на латински: Roxane, Roxana, Rhoxane, Roksana, на гръцки: Ῥωξάνη, на персийски:‏‎رخشان, Рошанак; * 345 г. пр. Хр.; † 310 г. пр. Хр.) е принцеса на Бактрия (Балкхара) и първата съпруга на Александър Македонски. Името ѝ означава „малка звезда“.
Дъщеря е на бактрийския владетел Оксиарт в днешен Афганистан.
Щом я видял, Александър Велики веднага се влюбил в нея и скоро след това през пролетта на 327 г. пр. Хр. или на 328 г. пр. Хр. се оженил за нея. Роксана придружава съпруга си в похода му до Индия, през Гедрозийската пустиня и обратно в Месопотамия. Тя остава неговата първа съпруга и царица на неговото царство и след масовата сватба в Суза от 324 г. пр. Хр., когато Александър се жени за още две жени – царските дъщери Статира и Парисатида II. Само тя, в напреднала бременност, имала право да присъства на смъртта на Александър във Вавилон през 323 г. пр. Хр. Тя му ражда през 323 г. пр. Хр. син Александър IV Македонски Айгос.
След смъртта на Александър със съгласието на регентa Пердика тя нарежда убийството на съперницата си Статира и нейната сестра Дрипетида, вдовицата на Хефестион. След това тя е в свитата на Пердика до неговата смърт 320 г. пр. Хр. на Нил. След това заедно с царската фамилия е заведена от Антипатър в Македония. Там се съюзява със свекървата си Олимпиада и регента Полиперхон против Касандър, Филип III Аридей и съпругата му Евридика II през Втората диадохска война. През 317 г. пр. Хр. в Пидна Касандър екзекутира Олимпиада и взема детето-цар Александър IV Айгос и Роксана в Амфипол под домашен арест. През 310/309 г. пр. Хр. цар Касандър заповядва да бъдат убити.